# Liste des épisodes de Docteur Quinn, femme médecin
Cette page présente la liste des épisodes de la série télévisée Docteur Quinn, femme médecin.

## Liste des épisodes

### Première saison (1993)
1. Pilote (Pilot)
2. L'Épidémie (Epidemic)
3. Une visite inattendue (The Visitor)
4. La Loi de l'Ouest (Law of the Land)
5. La Cicatrice (The Healing)
6. Jour de fête (Father's Day)
7. L'Eau empoisonnée (Bad Water)
8. Le Marchand d'élixir (Great American Medicine Show)
9. Berceuse pour un cow-boy (The Cowboy's Lullaby)
10. La Légende du bison blanc (Running Ghost)
11. Le Prisonnier (The Prisoner)
12. Joyeux Anniversaire, Dr Quinn (Happy Birthday)
13. Rite d'initiation (Rite of Passage)
14. Son héros (Heroes)
15. L'Opération (The Operation)
16. Le Secret (The Secret)
17. Portraits (Portraits)

### Deuxième saison (1993-1994)
1. La Course (The Race)
2. Dorothy (Sanctuary)
3. Fantômes et Sorcières (Halloween)
4. L'Incident (The Incident)
5. Foi et médecine (Saving Souls)
6. Voyage à Boston (1/2) (Where the Heart Is (1/2))
7. Voyage à Boston (2/2) (Where the Heart Is (2/2))
8. Les bienfaits du ciel (Giving Thanks)
9. Trahisons (Best Friends)
10. Sully mort ou vif (Sully's Choice)
11. Un conte de Noël (A Christmas Tale - Dr. Mike's Dream)
12. La Mine (Crossing the line)
13. Le Cadeau empoisonné (The Offering)
14. Le Cirque (The Circus)
15. Une autre femme (Another Woman)
16. Le Train des orphelins (The Orphan Train)
17. Les Bisons (The « Buffalo » soldiers)
18. Une question de chance (Luck of the Draw)
19. Le Retour de Tom (Life and Death)
20. Le Premier Cercle (The first circle)
21. Rien qu'une berceuse (Just One Lullaby)
22. L'Enlèvement (1/2) (The Abduction (1/2))
23. L'Enlèvement (2/2) (The Abduction (2/2))
24. La Campagne (The campaign)
25. L'Homme de la Lune (The Man in The Moon)
26. Un amour du passé (1/2) (Return engagement)
27. Un amour du passé (2/2) (Return engagement)

### Troisième saison (1994-1995)
1. Le Train (The Train)
2. Pères et Fils (Fathers and Sons)
3. Le Troupeau (1/2) (The Cattle Drive (1/2))
4. Le Troupeau (2/2) (The Cattle Drive (2/2))
5. La Bibliothèque (The Library)
6. Le Monstre (Halloween II)
7. L'Affaire Washington (1/2) (A Washington Affair (1/2))
8. L'Affaire Washington (2/2) (A Washington Affair (2/2))
9. Problèmes d'argent (Money Trouble)
10. Thanksgiving (Thanksgiving)
11. La Soirée des dames (1/2) (Ladies' Night (1/2))
12. La Soirée des dames (2/2) (Ladies' Night (2/2))
13. Le Premier Noël (A First Christmas)
14. Sully agent indien (The Indian Agent)
15. La Fin du monde (The End of the World)
16. La Paix des cimes (Pike's Peace)
17. Cooper contre Quinn (1/2) (Cooper vs. Quinn (1/2))
18. Cooper contre Quinn (2/2) (Cooper vs. Quinn (2/2))
19. C'est quoi l'amour ? (What Is Love?)
20. Le Défi de Roberty (The Things My Father Never Gave Me)
21. La Petite Hors-la-loi (Baby Outlaws)
22. À la recherche des dinosaures (Bone of Contention)
23. De la permanence du changement (Permanence of Change)
24. Washita (1/2) (Washita (1/2))
25. Washita (2/2) (Washita (2/2))
26. La Chute d'Icare (Sully's Recovery)
27. La Préparation du mariage (Ready or Not)
28. Pour le meilleur et pour le pire (1/2) (For Better or Worse (1/2))
29. Pour le meilleur et pour le pire (2/2) (For Better or Worse (2/2))

### Quatrième saison (1995-1996)
1. Une nouvelle vie (A New Life)
2. Le Match de baseball (Travelling All Stars)
3. Mère et Fille (Mothers and Daughters)
4. La Rage (Brother's Keeper)
5. Le Fantôme (Halloween III)
6. Le Livre de Dorothy (Dorothy's Book)
7. Promesses (Promises, Promises)
8. L'Expédition (1/2) (The Expedition (1/2))
9. L'Expédition (2/2) (The Expedition (2/2))
10. Désir d'enfant (One Touch of Nature)
11. Une lumière pour Ingrid (Hell On Wheels)
12. Premier Noël de Fifi (Fifi's First Christmas)
13. Un cœur à prendre (Change of Heart)
14. Le Shérif (Tin Star)
15. Le Projet d'Emma (If You Love Somebody)
16. Le Marchand de froid (The Iceman Cometh)
17. Mort ou Vif (1/2) (Dead or Alive (1/2))
18. Mort ou Vif (2/2) (Dead or Alive (2/2))
19. Pacte avec le diable (Deal With The Devil)
20. Œil pour œil (Eye for an Eye)
21. Le Cœur et la Raison (Hearts and Minds)
22. Retrouvailles (Reunion)
23. La Femme de l'année (Woman of the Year)
24. Dernière chance (Last Chance)
25. Peur ancestrale (Fear Itself)
26. Une Seul Nation (One Nation)
27. Lorsque l’enfant paraît partie 1 (When a Child is Born: Part 1)
28. Lorsque l’enfant paraît partie 2 (When a Child is Born: Part 2)

### Cinquième saison (1996-1997)
1. Le Train fou (Runaway Train)
2. Épouse, mère et médecin (Having It All)
3. Faute professionnelle (Malpractice)
4. Tout ce qui brille (All That Glitters)
5. Los Americanos (Los Americanos)
6. Dernière danse (Last Dance)
7. Cas de conscience (right ou wrong)
8. Ne m'oublie pas (Remember Me)
9. Légende (Legend)
10. La Tempête (Tempest)
11. Le Droit d'apprendre (Separate But Equal)
12. Un endroit pour mourir (A Place To Die)
13. Miracles de Noël (Season of Miracles)
14. Le Barrage (The Dam)
15. Récital d'adieu (Farewell Appearance)
16. Maladie mortelle (The Most Fatal Disease)
17. Le Devoir de Colleen (Colleen's Paper)
18. Daniel (1/2) (A house divided) (1/2))
19. Daniel (2/2) (A house divided) (2/2))
20. Les Otages (Hostage)
21. Le Corps électrique (The Body Electric)
22. Mélancolie (Before the Dawn)
23. Marjorie (Starting Over)
24. L'Image du père (His Father's Son)
25. Le Moment de vérité (1/2) (Moment of Truth (1/2))
26. Le Moment de vérité (2/2) (Moment of Truth (2/2))

### Sixième saison (1997-1998)
1. Espoir (Reason to Believe)
2. La seule chose qui compte (All That Matters)
3. Cas de conscience (A matter of Conscience)
4. Le Réconfort des amis (The Comfort of Friends)
5. La Médium (Wave Goodbye)
6. Ma ville, ma famille (A Place Called Home)
7. Tempérance et Modération (Lead Me Not)
8. Le Temps du chagrin (1/2) (A Time to Heal (1/2))
9. Le Temps du chagrin (2/2) (A Time to Heal (2/2))
10. Guerres civiles (Civil Wars)
11. La Vallée de la liberté (Safe Passage)
12. Noël en famille (The Homecoming)
13. Cauchemar (Point Blank)
14. La déclaration (Seeds of Doubt)
15. Sept genres de solitude (Seven Kinds of Lonely)
16. La Vie en équilibre (Life in the Balance)
17. Le Bonheur parfait (Happily Ever After)
18. L'Homme-oiseau (Birdman)
19. Vengeance (Vengeance)
20. Souvenirs (To Have and to Hold)
21. Le Combat (The Fight)
22. Un nouveau départ (A New Beginning)

### Téléfilms post-série (1999-2001)
- Une famille déchirée (Dr Quinn Médecine Woman: The Movie)

Une entreprise entend exploiter un gisement de cuivre situé près de la ville de Colorado Springs. Soucieux de défendre l’environnement, Sully s’oppose à ce que la municipalité lui accorde le permis nécessaire, en dépit des menaces proférées par l’un des entrepreneurs. Peu de temps après, les habitants se réunissent afin de fêter l’anniversaire de Michaëla. Or, tandis que la fête bat son plein, Katie est enlevée. Sully, le Dr Mike et leurs proches se lancent à sa recherche. La piste de l’enfant les conduit jusqu’à la frontière mexicaine.
- Dames de cœur (The Heart Within)

Colleen est sur le point d’obtenir son diplôme de médecin. Le Dr Mike, Sully, Brian et Katie se rendent à Boston afin d’assister à la cérémonie. Or, à peine descendue du train, Michaëla apprend que sa mère est souffrante. Elle court au chevet de la malade. Celle-ci est-elle bien soignée ? Elizabeth Quinn a en tout cas encore assez de forces et d’énergie pour aider Brian à entamer la carrière de journaliste à laquelle le garçon rêve depuis toujours. Sully, de son côté, est une nouvelle fois confronté aux pressions des milieux des affaires qui veulent ruiner son combat en faveur de l’environnement.